# Tanytarsus pictus
Tanytarsus pictus är en tvåvingeart som först beskrevs av Carl Ludwig Doleschall 1857.  Tanytarsus pictus ingår i släktet Tanytarsus och familjen fjädermyggor. Inga underarter finns listade i Catalogue of Life.